# Fabrício Werdum
Fabrício Werdum (Porto Alegre, 30 de julio de 1977) es un artista marcial mixto brasileño que compite en la división peso pesado. Ha sido tres veces campeón del mundo de Jiu-jitsu brasileño, dos veces campeón mundial de peso pesado de ADCC, campeón europeo de jiu-jitsu y excampeón del Campeonato Mundial de Peso Pesado de UFC. Posee el cinturón negro en jiu-jitsu brasileño, Judo, y Muay Thai. Werdum también ha competido en el PRIDE Fighting Championships. 
Werdum fue el primer peleador en derrotar a Fedor Emelianenko, sin polémica, en artes marciales mixtas.

## Biografía
Nació en Porto Alegre, Brasil. Werdum comenzó a entrenar jiu-jitsu después de una recomendación de su exnovia. Se formó con Marcio Corleta en la Academia de Porto Alegre, Behring Winner. Después del éxito competitivo en JJB y lucha libre, comenzó su carrera en las MMA.
Llegó a España para reunirse con su madre, española de nacimiento, quien se había trasladado a la ciudad de Madrid pocos años antes. A la edad de 17 años, poco después de su llegada a España, cuando no era más que un cinturón azul, empezó a enseñar el arte de JJB en Madrid y otras ciudades de España. A pesar de entrenar sólo con cinturones blancos y azules, se convirtió en Campeón del Mundo de Jiu-jitsu brasileño, siendo ascendido al rango de cinturón negro por el Maestro Sylvio Behring tres años más tarde.

## Carrera en artes marciales mixtas

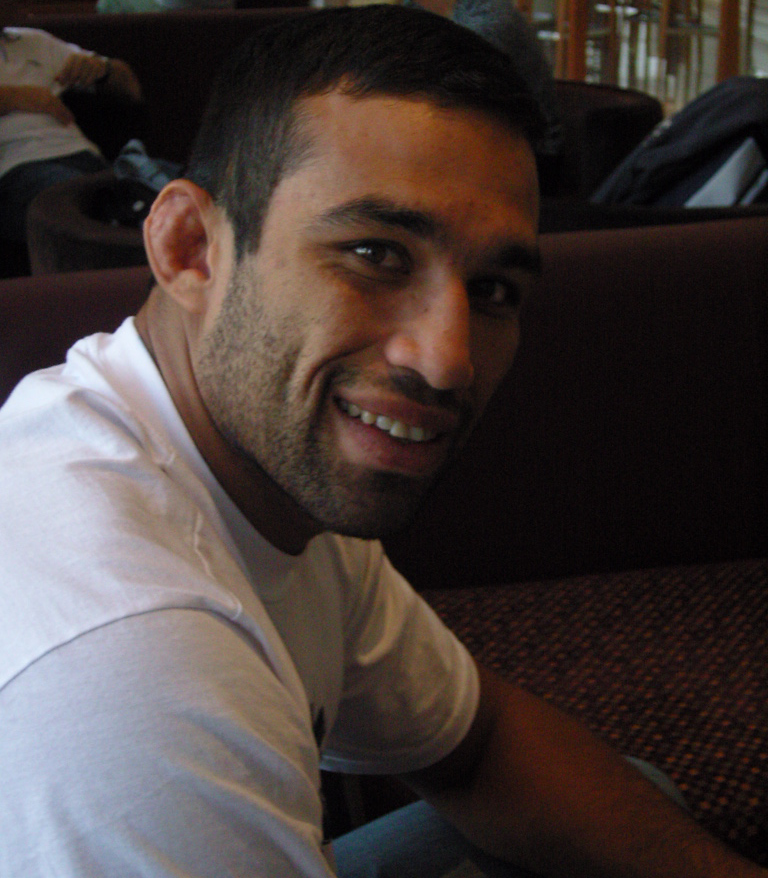
Fabrício en 2008

Sus primeras peleas fueron con ligas menores como Jungle Fight Promotions, Millenium Brawl y World Absolute Fight. Él contaba con un récord de 4-0-1, incluyendo una victoria sobre el especialista en BJJ Gabriel Gonzaga. Fue sparring de Mirko Filipović en ese momento, el croata fue la razón principal para su debut en PRIDE.

### PRIDE Fighting Championships
En 2005, hizo su debut contra Tom Erikson, ganando por sumisión.
Ese mismo año se enfrentó a Roman Zentsov en PRIDE Final Conflict 2005. Derrotó a Zentsov por un ahorcamiento triangular en 6:01 del primer asalto.
Después de su pelea contra Zentsov, Werdum sufrió su primera derrota en su carrera, perdiendo ante Sergei Kharitonov por decisión en PRIDE 30.
Luego, a principios de 2006, Werdum derrotó a Jon-Olav Einemo por decisión unánime en PRIDE 31.
Acumuló un récord de 3-1 en PRIDE antes de entrar en el PRIDE Open Weight Grand Prix 2006. Su primera pelea del torneo fue contra el competidor holandés Alistair Overeem. Ganó en el segundo asalto por sumisión.
A continuación, se enfrentó al excampeón de peso pesado de PRIDE FC, Antônio Rodrigo Nogueira en los cuartos de final, perdiendo por decisión.
Fabricio Werdum se enfrentó a Alexander Emelianenko (hermano del famoso luchador Fedor Emelianenko) en 2H2H: Pride & Honor. Ganó la pelea por sumisión.

### Ultimate Fighting Championship
Fabrício Werdum hizo su debut en UFC el 21 de abril de 2007 en UFC 70. Se enfrentó el excampeón de peso pesado de UFC Andrei Arlovski. Perdió en su debut por decisión unánime.
Después de su pelea contra Arlovski, Werdum comenzó a entrenar en Brasil en la Chute Boxe para ser más agresivo, mostrando una mejoría en su Muay Thai. En UFC 80 el 19 de enero de 2008, Werdum se enfrentó de nuevo a Gabriel Gonzaga (con quien ya peleó en Jungle Fight 1 en septiembre de 2003). Volvió a ganar a Gonzaga por nocaut técnico. Resistió un ataque temprano sólo para asegurar el Muay Thai clinch y conectar con varios golpes de rodilla antes de llevar a Gonzaga al suelo y acabar con él a golpes.
La siguiente pelea de Werdum fue contra Brandon Vera en UFC 85. Ganó la pelea por nocaut técnico en el primer asalto.
En su siguiente pelea en UFC 90, Werdum partía en gran medida como favorito, pero perdió a los 1:20 del primer round por un uppercut de Junior dos Santos. Tras esta pelea, fue despedido por la UFC.

### Strikeforce
Después de ser despedido de la UFC, Werdum firmó con otra gran liga de MMA, Strikeforce. Hizo su debut el 15 de agosto de 2009, contra el también expeleador de UFC Mike Kyle. Ganó por sumisión a los 1:24 del primer asalto.
Werdum siguió con una victoria por decisión unánime ante Antônio Silva en Strikeforce: Fedor vs. Rogers.
Werdum peleó ante el excampeón de peso pesado de PRIDE FC, Fedor Emelianenko, el 26 de junio de 2010, en Strikeforce: Fedor vs. Werdum. En una sorprendente victoria, ganó a través de sumisión en el 1:09 de la primera ronda. La victoria de Werdum terminó con la racha invicta de 28 peleas de Emelianenko a la vez que propulsó a Werdum en las clasificaciones de peso pesado. Fue clasificado como el tercer mejor peso pesado de MMA por Sherdog. La victoria sobre Fedor también le dio la distinción de ser el único hombre en obtener victorias sobre los dos hermanos Emelianenko.
La revancha con Alistair Overeem tuvo lugar el 18 de junio de 2011, en Strikeforce: Dallas como parte de un torneo de peso pesado de ocho hombres. Perdió la pelea por decisión unánime.

### Retorno a UFC
El 8 de noviembre de 2011, Werdum hizo su regreso a la UFC. Se especuló que en su vuelta pelearía contra Brendan Schaub, sin embargo la pelea no llegó a materializarse.
En cambio, Werdum peleó contra el ganador de The Ultimate Fighter 10: Heavyweights Roy Nelson en UFC 143 el 4 de febrero de 2012. Ganó la pelea por decisión unánime ganando el premio a la Pelea de la Noche.
Su siguiente pelea fue ante Mike Russow el 23 de junio de 2012 en UFC 147. Ganó la pelea en la primera ronda por nocaut técnico.
Werdum fue el entrenador de la segunda temporada de The Ultimate Fighter: Brazil 2. Su oponente en el programa fue Antônio Rodrigo Nogueira. Ambos se enfrentaron en UFC on Fuel TV 10 el 8 de junio de 2013. Ganó la pelea en la segunda ronda vía sumisión (armbar).
Werdum se enfrentó a Travis Browne el 19 de abril de 2014 en UFC on Fox 11 por el contendiente No.1 al título. Ganó la pelea por decisión unánime.
El 15 de noviembre de 2014, Werdum se enfrentó a Mark Hunt por el Campeonato Interino de Peso Pesado de UFC. Ganó la pelea por nocaut técnico en la segunda ronda, y de esta manera, consiguió el campeonato interino del peso pesado.
El 13 de junio de 2015, Werdum se enfrentó a Caín Velásquez por la unificación del campeonato en UFC 188. Ganó la pelea por sumisión utilizando la guillotina en la tercera ronda, ganando así el premio a la Actuación de la Noche.
Werdum se enfrentó a Stipe Miočić en su primera defensa del título el 14 de mayo de 2016 en UFC 198. Perdió la pelea por nocaut en la primera ronda, perdiendo así el campeonato.
Se esperaba que Werdum enfrentara a Ben Rothwell el 10 de septiembre de 2016 en UFC 203. Sin embargo, Rothwell se retiró de la lucha el 11 de agosto citando una lesión en la rodilla y fue reemplazado por Travis Browne. Ganó la pelea por decisión unánime. Después de la pelea, el entrenador de Travis, Edmond Tarverdyan, se enfrentó con furia a Werdum, haciendo que éste empujara al entrenador contra su pecho y levantara las manos para defenderse. Esto dio lugar a que ambos rincones de los peleadores tuvieran que involucrarse para separar a los dos hombres. No se tomaron medidas disciplinarias contra Werdum por el incidente.
Se esperaba que Werdum enfrentara a Cain Velasquez en una revancha en el UFC 207 el 30 de diciembre de 2016. Sin embargo, la Comisión Atlética del Estado de Nevada no aprobó la pelea de Velasquez, determinando después de exámenes físicos y entrevistas que era incapaz de competir.
La pelea con Ben Rothwell fue reprogramada y se esperaba que tenga lugar el 13 de mayo de 2017 en UFC 211. La pelea fue cancelada debido a que Rothwell falló una prueba de drogas.
Una tercera pelea con Alistair Overeem ocurrió el 8 de julio de 2017 en UFC 213. Perdió la pelea por decisión mayoritaria.
Se esperaba que Werdum enfrentara a Derrick Lewis el 7 de octubre de 2017 en UFC 216. Sin embargo, el día del evento Lewis fue incapaz de pelear debido a problemas de espalda. Werdum acordó enfrentar a Walt Harris como reemplazante de última hora en la tarjeta. Ganó la pelea a través de sumisión en la primera ronda.
Werdum se enfrentó a Alexander Volkov el 17 de marzo de 2018 en UFC Fight Night 127. Perdió la pelea por nocaut en la cuarta ronda.
Se esperaba que Werdum se enfrentara a Alexey Oleynik el 15 de septiembre de 2018 en UFC Fight Night 136. Sin embargo, el 22 de mayo, Werdum fue acusado de una posible infracción de dopaje de la USADA. En septiembre de 2018, se reveló que la sustancia en cuestión era la trembolona y, como resultado, fue suspendido de la competición durante 2 años. Será elegible para regresar en mayo de 2020. Quedando dos peleas en su contrato, Werdum anunció que había solicitado ser eliberado por la UFC.

### Professional Fighters League
El 16 de noviembre de 2020, Werdum anunció que había firmado un acuerdo de múltiples peleas con la promotora Professional Fighters League y que competiría en el torneo de peso pesado de la PFL de 2021. Hizo su debut promocional contra el luchador del Team Nogueira, Renan Ferreira, el 6 de mayo de 2021 en la PFL 3. Perdió la pelea por nocaut técnico en el primer asalto. La derrota estuvo rodeada de controversia, ya que las repeticiones mostraron a Ferreira rindiéndose mientras Werdum lo tenía atrapado en un estrangulamiento triangular justo antes de que Ferreira terminara con Werdum. El 10 de mayo, la Junta de Control Atlético del Estado de Nueva Jersey anunció que la victoria por nocaut técnico de Ferreira contra Werdum fue revocada a no contest debido a la controversia de la detención.
Werdum estaba programado para enfrentar a Brandon Sayles el 25 de junio de 2021 en PFL 6. Sin embargo, más tarde se anunció que Werdum se había retirado debido a las lesiones sufridas en su última pelea.

### Global Fight League
El 11 de diciembre de 2024, se anunció que Werdum firmó con Global Fight League. Werdum estaba programado para enfrentarse a Frank Mir en una fecha y lugar por anunciar.  Sin embargo, el combate se canceló en marzo de 2025 debido a que Mir tuvo que someterse a una cirugía de emergencia. A su vez, Werdum tuvo que retirarse de la temporada debido a una lesión.

## Enseñanzas
Hasta noviembre de 2006, Werdum fue el entrenador de Jiu-jitsu brasileño de Mirko Filipović y se asoció con el Team Werdum BJJ Academy, ubicado en Zagreb, Croacia.
También hasta 2008 Werdum fue entrenador jefe de JJB en Madrid, España, en el Club Deportivo Barceló. Werdum está entrenando con el equipo de Chute Boxe MMA.
Werdum actualmente enseña en Venice, California.

## Vida personal
Fabrício tiene dos hijas con su esposa Karine. Entre los idiomas que habla se encuentran su portugués natal, el inglés y el español, debido a que vivió durante 10 años en España y su madre también tiene la nacionalidad española. Werdum cuenta con la doble nacionalidad (Española y Brasileña).

## Campeonatos y logros
- Ultimate Fighting Championship
  - Campeón de Peso Pesado de UFC (Una vez)
  - Campeón Interino de Peso Pesado de UFC (Una vez)
  - Actuación de la Noche (Tres veces)
  - Pelea de la Noche (Una vez)

- Strikeforce
  - Sumisión del Año (2010) vs. Fedor Emelianenko el 26 de junio
  - Sorpresa del Año (2010) vs. Fedor Emelianenko el 26 de junio

## Registro en artes marciales mixtas
| Resultado     | Récord     | Oponente                 | Método                           | Evento                              | Fecha                    | Ronda | Tiempo | Localización                | Notas |
| ------------- | ---------- | ------------------------ | -------------------------------- | ----------------------------------- | ------------------------ | ----- | ------ | --------------------------- | --- |
| Sin resultado | 24–9–1 (1) | Renan Ferreira           | Sin resultado                    | PFL 3                               | 6 de mayo de 2021        | 1     | 2:32   | Atlantic City, Nueva Jersey | Originalmente el resultado fue una victoria por TKO (golpes) para Ferreira; Más tarde, fue declarado nulo después de que se determinara que Ferreira se rindió ante un estrangulamiento triangular aplicado por Werdum. |
| Victoria      | 24–9-1     | Alexander Gustafsson     | Sumisión (armbar)                | UFC on ESPN: Whittaker vs. Till     | 26 de julio de 2020      | 1     | 2:30   | Abu Dabi                    | Actuación de la Noche. |
| Derrota       | 23–9–1     | Aleksei Oleinik          | Decisión (dividida)              | UFC 249                             | 9 de mayo de 2020        | 3     | 5:00   | Jacksonville, Florida       | |
| Derrota       | 23–8–1     | Alexander Volkov         | KO (golpes)                      | UFC Fight Night: Werdum vs. Volkov  | 17 de marzo de 2018      | 4     | 1:38   | Londres                     | |
| Victoria      | 23–7–1     | Marcin Tybura            | Decisión (unánime)               | UFC Fight Night: Werdum vs. Tybura  | 19 de noviembre de 2017  | 5     | 5:00   | Sídney                      | |
| Victoria      | 22–7–1     | Walt Harris              | Sumisión (armbar)                | UFC 216                             | 7 de octubre de 2017     | 1     | 1:05   | Las Vegas, Nevada           | |
| Derrota       | 21–7–1     | Alistair Overeem         | Decisión (mayoritaria)           | UFC 213                             | 8 de julio de 2017       | 3     | 5:00   | Las Vegas, Nevada           | |
| Victoria      | 21–6–1     | Travis Browne            | Decisión (unánime)               | UFC 203                             | 10 de septiembre de 2016 | 3     | 5:00   | Cleveland, Ohio             | |
| Derrota       | 20–6–1     | Stipe Miočić             | KO (golpe)                       | UFC 198                             | 14 de mayo de 2016       | 1     | 2:47   | Curitiba                    | Perdió el Campeonato de Peso Pesado de UFC. |
| Victoria      | 20–5–1     | Caín Velásquez           | Sumisión (guillotine choke)      | UFC 188                             | 13 de junio de 2015      | 3     | 2:13   | Ciudad de México            | Ganó y unificó el Campeonato de Peso Pesado de UFC; Actuación de la Noche. |
| Victoria      | 19–5–1     | Mark Hunt                | TKO (rodillazo volador y golpes) | UFC 180                             | 15 de noviembre de 2014  | 2     | 2:27   | Ciudad de México            | Ganó el Campeonato Interino de Peso Pesado de UFC; Actuación de la Noche. |
| Victoria      | 18–5–1     | Travis Browne            | Decisión (unánime)               | UFC on Fox: Werdum vs. Browne       | 19 de abril de 2014      | 5     | 5:00   | Orlando, Florida            | Eliminatoria por el título. |
| Victoria      | 17–5–1     | Antônio Rodrigo Nogueira | Sumisión (armbar)                | UFC on Fuel TV: Nogueira vs. Werdum | 8 de junio de 2013       | 2     | 2:41   | Fortaleza                   | |
| Victoria      | 16–5–1     | Mike Russow              | TKO (golpes)                     | UFC 147                             | 23 de junio de 2012      | 1     | 2:28   | Belo Horizonte              | |
| Victoria      | 15–5–1     | Roy Nelson               | Decisión (unánime)               | UFC 143                             | 4 de febrero de 2012     | 3     | 5:00   | Las Vegas, Nevada           | Pelea de la Noche. |
| Derrota       | 14–5–1     | Alistair Overeem         | Decisión (unánime)               | Strikeforce: Overeem vs. Werdum     | 18 de junio de 2011      | 3     | 5:00   | Dallas, Texas               | Cuartos de final Strikeforce Grand Prix 2011 Peso Pesado. |
| Victoria      | 14–4–1     | Fedor Emelianenko        | Sumisión (triangle armbar)       | Strikeforce: Fedor vs. Werdum       | 26 de junio de 2010      | 1     | 1:09   | San José, California        | Sumisión del Año (2010). |
| Victoria      | 13–4–1     | Antônio Silva            | Decisión (unánime)               | Strikeforce: Fedor vs. Rogers       | 7 de noviembre de 2009   | 3     | 5:00   | Hoffman Estates             | |
| Victoria      | 12–4–1     | Mike Kyle                | Sumisión (guillotine choke)      | Strikeforce: Carano vs. Cyborg      | 15 de agosto de 2009     | 1     | 1:24   | San José, California        | |
| Derrota       | 11–4–1     | Júnior dos Santos        | KO (golpes)                      | UFC 90                              | 25 de octubre de 2008    | 1     | 1:21   | Rosemont, Illinois          | |
| Victoria      | 11–3–1     | Brandon Vera             | TKO (golpes)                     | UFC 85                              | 7 de junio de 2008       | 1     | 4:40   | Londres                     | |
| Victoria      | 10–3–1     | Gabriel Gonzaga          | TKO (golpes)                     | UFC 80                              | 19 de enero de 2008      | 2     | 4:34   | Newcastle                   | |
| Derrota       | 9–3–1      | Andrei Arlovski          | Decisión (unánime)               | UFC 70                              | 21 de abril de 2007      | 3     | 5:00   | Mánchester                  | UFC Debut. |
| Victoria      | 9–2–1      | Alexander Emelianenko    | Sumisión (arm-triangle choke)    | 2H2H: Pride & Honor                 | 12 de noviembre de 2006  | 1     | 3:24   | Róterdam                    | |
| Derrota       | 8–2–1      | Antônio Rodrigo Nogueira | Decisión (unánime)               | PRIDE Critical Countdown Absolute   | 1 de julio de 2006       | 3     | 5:00   | Saitama                     | Cuartos de final del "Pride 2006 Grand Prix". |
| Victoria      | 8–1–1      | Alistair Overeem         | Sumisión (kimura)                | PRIDE Total Elimination Absolute    | 5 de mayo de 2006        | 2     | 3:43   | Osaka                       | Ronda de apertura del "Pride 2006 Grand Prix" |
| Victoria      | 7–1–1      | John-Olav Einemo         | Decisión (unánime)               | PRIDE 31                            | 26 de febrero de 2006    | 3     | 5:00   | Saitama                     | |
| Derrota       | 6–1–1      | Sergei Kharitonov        | Decisión (dividida)              | PRIDE 30                            | 23 de octubre de 2005    | 3     | 5:00   | Saitama                     | |
| Victoria      | 6–0–1      | Roman Zentsov            | Sumisión (triangle armbar)       | PRIDE Final Conflict 2005           | 28 de agosto de 2005     | 1     | 6:01   | Saitama                     | |
| Victoria      | 5–0–1      | Tom Erikson              | Sumisión (rear-naked choke)      | PRIDE 29                            | 20 de febrero de 2005    | 1     | 5:29   | Saitama                     | |
| Victoria      | 4–0–1      | Ebenezer Fontes Braga    | KO (golpe)                       | Jungle Fight 2                      | 15 de mayo de 2004       | 2     | 1:28   | Manaus                      | |
| Victoria      | 3–0–1      | Gabriel Gonzaga          | TKO (golpes)                     | Jungle Fight 1                      | 13 de septiembre de 2003 | 3     | 2:11   | Manaus                      | |
| Victoria      | 2–0–1      | Kristof Midoux           | Sumisión (triangle armbar)       | WAFF 2: World Absolute Fight 2      | 22 de marzo de 2003      | 1     | 4:11   | Marrakech                   | |
| Empate        | 1–0–1      | James Zikic              | Empate                           | Millennium Brawl 8                  | 22 de septiembre de 2002 | 5     | 5:00   | High Wycombe                | 1 punto de penalización para Werdum por una rodilla ilegal con el oponente en el suelo. |
| Victoria      | 1–0        | Tengiz Tedoradze         | Sumisión (triangle choke)        | Millennium Brawl 7                  | 16 de junio de 2002      | 1     | 2:50   | High Wycombe                | |